# Acalolepta strandiella
Acalolepta strandiella es una especie de escarabajo longicornio del género Acalolepta, tribu Monochamini, subfamilia Lamiinae. Fue descrita científicamente por Breuning en 1935.
Se distribuye por Islas Salomón. Mide aproximadamente 17 milímetros de longitud.